# Carmen Lind Pettersen
Pour les articles homonymes, voir Lind et Pettersen.
Carmen Gehrke de María y Campos
Carmen Lind Pettersen, née le 6 mars 1900 à Guatemala, morte en 1991, est une artiste peintre guatémaltèque principalement connue pour ses aquarelles de paysages et des costumes traditionnels du Guatemala, ainsi que pour son livre qui est l'ouvrage de référence le plus complet sur les vêtements et textiles des Mayas du haut plateau guatémaltèque.
Ses œuvres sont souvent répertoriées dans les livres sur le pays et en 1976, elle reçoit l'Ordre du Quetzal pour leur valeur artistique. Certaines de ses peintures font partie de la collection permanente du musée Ixchel des textiles et vêtements autochtones.

## Biographie

### Jeunesse
Carmen Dorotea Gehrke de María y Campos est née et baptisée le 6 mars 1900, dans la paroisse de Sagrario, à Guatemala City, au Guatemala. Elle est la fille de María Magdalena Soledad Isabel de María y Campos Hoffmann, et d'Arthur Henry Theodore Gehrke (alias Arturo Enrique Teodoro Gehrke),. Son père est un agent britannique pour la société d'import-export Rosing Brothers and Company ; sa mère est originaire de Veracruz, au Mexique. Lorsqu'ils immigrent tous les deux au Guatemala, ils s'y installent avec les deux enfants qu'ils ont alors, Enelda Francisca et Arthur Richard, dans le quartier de Jocotenango à Guatemala City. Au Guatemala, la famille s'agrandit, donnant naissance à Carmen en 1900 et à un quatrième enfant, Conrad, en 1903. En 1904, leur père Arthur Gehrke part à Londres avec son entreprise Rosing Brothers qui y est transférée.
En 1909, Carmen Gehrke entre à la Tunbridge Wells Girls Grammar School, un internat, à Royal Tunbridge Wells, où elle commence à étudier la peinture et à développer un intérêt certain pour la nature ; elle passe des heures dans les jardins botaniques royaux de Kew,. En 1917, elle commence à étudier à l'Institution polytechnique royale de l'université de Westminster sur Regent Street à Londres. Vers la fin de la Première Guerre mondiale, elle rencontre Leif Lind Pettersen, qui vient du Guatemala en visite à Londres avec son oncle Walter Lind. Walter Lind ou Walter Lind Pettersen est un Anglais, né de parents norvégiens, qui travaille également au Guatemala pour Rosing Brothers et possède une plantation de café.
Les tremblements de terre au Guatemala en 1917 et en 1918 dévastent le pays et en 1923, Arthur Gehrke est invité à y retourner. Il voyage avec son épouse María et ses deux filles, et la famille élit domicile dans l'une des fermes de Walter Lind, connue sous le nom d'Helvetia, car la ville de Guatemala est alors inhabitable. Carmen Gehrke et Leif Lind Pettersen affermissent leur amitié, qui se transforme rapidement en romance et le couple se marie en 1925 à Retalhuleu. Au moment de leur mariage, Leif Lind est atteint de paludisme et immédiatement après la cérémonie, Carmen l'emmène à Guatemala City pour récupérer,.

### Carrière artistique
Après le rétablissement de Leif Lind Pettersen, le couple achète une ferme productrice de café, connue sous le nom de La Colonia, près d'El Tumbador. Ils la gèrent pendant plusieurs années, jusqu'en 1929, lorsque la chute des prix du café due à la Grande Dépression les oblige à la vendre, et à acheter une ferme de quinquina connue sous le nom d'El Zapote, dans le département d'Escuintla sur les pentes du volcán de Fuego. C'est un achat précipité mais qui s'avère très rentable, car pendant la Seconde Guerre mondiale, les Japonais ont occupé l'Indonésie, coupant l'approvisionnement des graines de quinquina, qui sont nécessaires à la fabrication de la quinine. Les négociations de Leif Lind Pettersen avec le gouvernement des États-Unis et Merck and Company, et l'accord qu'il obtient, font rapidement de leur ferme l'une des plus grandes de la région produisant de la quinine.
Dans les années 1930, Carmen Lind Pettersen commence à jardiner à la ferme et à peindre les paysages qu'elle observe, en se concentrant sur la diversité des arbres et de la flore des piémonts côtiers guatémaltèques, que peu avant elle avaient peints ou étudiés,. Ses œuvres permettent de documenter la période de transformation des espaces de jungle en plantations rurales de café, montrant la migration agricole aussi bien que le changement environnemental.
Ayant étudié la composition botanique artistique dans les jardins de Kew, en 1958 avec l'aide de Venancio Tubac Salazar, elle crée un jardin botanique qui devient le plus grand de la région. Ce jardin botanique présente trois lagunes qui deviennent un refuge pour les hérons côtiers migrateurs, aussi bien que des grands arbres qui se remplissent de perroquets et d'autres oiseaux tropicaux.
En tant qu'observatrice du monde qui l'entoure, elle commence à étudier les costumes traditionnels des ouvriers agricoles et des domestiques qui aident à la ferme. Remarquant qu'au fil du temps les styles vestimentaires changent, Carmen Pettersen commence à les dessiner et à les cataloguer. Un ami lui envoie une collection de costumes mayas, que Carmen Pettersen reproduit à l'aquarelle, faisant poser ses employés et amis comme modèles. Ce travail de catalogage artistique lui prend six ans à accomplir, et elle est maintenant surtout connue pour ces aquarelles des costumes traditionnels du Guatemala.
En 1976, Carmen Lind Pettersen publie l'ouvrage Mayas del Guatemala: Vida y Traje (Mayas du Guatemala : vie et costumes), un livre bilingue, qui est l'ouvrage de référence le plus complet sur les vêtements et les textiles du haut plateau guatémaltèque,. Cette même année, elle reçoit l'Ordre du Quetzal pour son mérite artistique et culturel de préservation de l'héritage traditionnel.
En 1984, Carmen Pettersen se met à perdre la vue, et plutôt que d'abandonner l'art, elle commence à l'enseigner. Elle organise une exposition de ses œuvres en 1986 à l'École nationale des arts visuels, et elle est répertoriée dans les guides et livres sur le Guatemala comme une référence pour l'étude des costumes et textiles traditionnels, et pour ses aquarelles en bonne partie exposées dans les années 1990 au musée d'Ixchel et au Museo Nacional de Arte Moderno Carlos Mérida.

### Mort et héritage
Carmen Lind Pettersen meurt en 1991. Elle a plus de soixante peintures à son actif dans les collections permanentes du Musée Ixchel des textiles et vêtements indigènes à Guatemala City. Après sa mort, le jardin qu'elle a développé sur leur ferme devient une réserve naturelle qui est ouverte une fois par mois au public. En 2017, le musée Ixchel accueille une exposition d'une trentaine de ses œuvres tout au long du mois de février.